# Real Fábrica de Lencería de San Ildefonso
La Real Fábrica de Lencería de San Ildefonso, también conocida como la Real Fábrica de La Calandria fue una manufactura real instalada a mediados del siglo XVIII en el municipio de Real Sitio de San Ildefonso (Segovia).

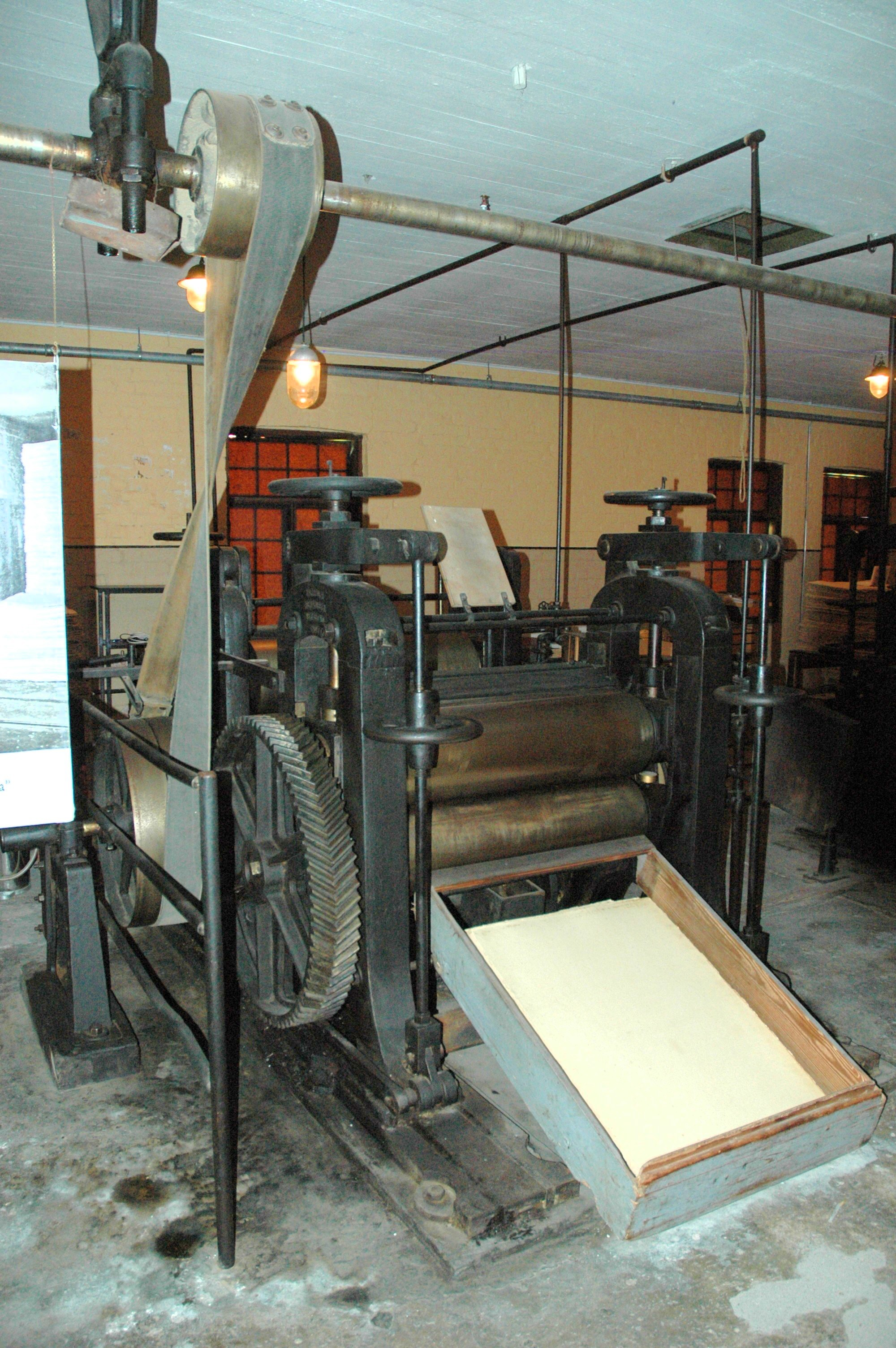
Ejemplar de una calandria, máquina que se usaba para prensar lienzos, y que dio el nombre popular de la fábrica.

Fue fundada durante el reinado de Carlos III, a instancias de José Moñino y Redondo, I conde de Floridablanca, que gozaba del cargo de ministro de Estado, y a la par que la Real Fábrica de Lencería de León.
Fue una fábrica de lienzos instalada para estimular el arte de la lencería, también producía mantelería y otros textiles. Su vida no debió durar ni cuarenta años, y ya en 1807 la fábrica había dejado de funcionar, siendo concedido el edificio a un empresario para instalar una nueva industria lanera. Así lo recoge Pascual Madoz, en su Diccionario geográfico-estadístico-histórico: «La Calandria: Este edificio es un cuadrilongo, compuesto de piso bajo y principal; fue destinado en un principio para fábrica de lienzos, y después se cedió en usufructo por los Sres. Reyes a un fabricante de Segovia, para máquinas de hilazas de lana, la que por espacio de algunos años, continuó su elaboración». También alude a los posibles motivos de su desaparición: «pero en el día, habiéndose establecido otra de igual clase en Santa María de Nieva ha tenido que cerrarse y se halla sin ningún destino».
La propia Casa Real, viendo la escasa demanda de la fábrica, intentó fomentarla haciendo ella misma encargos para alentar a la población, aunque no tuvieron ningún efecto. Su desaparición también debió estar motivada por los bajos salarios con los que se contribuía a sus trabajadoras, y a pesar de los intentos de su director por incluir hilados de lana y lino, los padres de las mujeres de la zona preferían que se divirtiesen antes que trabajar por sueldos que oscilaban entre los 6 y 10 cuartos.
Su nombre popular, el de «La Calandria», procedía de la máquina que se usaba para prensar las telas, denominada calandria.